# Tachina erogara
Tachina erogara là một loài ruồi trong họ Tachinidae.